# Puchar Bułgarii w koszykówce mężczyzn
Puchar Bułgarii w koszykówce mężczyzn (buł. Купа на България – баскетбол) – cykliczne krajowe rozgrywki sportowe, prowadzone systemem pucharowym, organizowane corocznie (co sezon) przez Bułgarską Federację Koszykówki dla bułgarskich męskich klubów koszykarskich. Drugie – po mistrzostwach Bułgarii – rozgrywki w hierarchii ważności, w bułgarskiej koszykówce. Po raz pierwszy zmagania o puchar odbyły się w 1951. W latach 1957, 1958, 1960, 1961 rozgrywki nie odbyły się.
Od 2017 ćwierćfinały i półfinały są rozgrywane w formacie dwóch spotkań, natomiast finał w formacie jednego spotkania, rozgrywanego na neutralnym terenie. Sześć drużyn z najlepszym bilansem w NBL kwalifikuje się automatycznie do ćwierćfinałów. Kolejne trzy zespoły są wyłaniane podczas turnieju (II klasy rozgrywkowej) II ligi. Od 2009 do 2017 turnieju odbywał się w formacie final eight. Od 2010 uczestniczą w nim jedynie zespoły z najwyższej klasy rozgrywkowej. Osiem drużyn rozgrywa play-offy w jednym miejscu, przez ponad cztery dni. Następnie odbywa się finał.

## Zdobywcy pucharu Bułgarii
- 1951  Spartak Sofia
- 1952  Academic Sofia
- 1953  CDNA
- 1954  Academic Sofia
- 1955  CDNA
- 1956  Transport High School
- 1957 nie rozegrano
- 1958 nie rozegrano
- 1959  Slavia Sofia
- 1960 nie rozegrano
- 1961 nie rozegrano
- 1962  CDNA
- 1963  CDNA
- 1964  VIF
- 1965  Botev Burgas
- 1966  Lokomotiv Sofia
- 1967  Spartak Sofia
- 1968  Spartak Sofia
- 1969  Levski-Spartak
- 1970  Balkan Botewgrad
- 1971  Levski-Spartak
- 1972  Levski-Spartak
- 1973  CSKA
- 1974  CSKA
- 1975  Chernomorets
- 1976  Levski-Spartak
- 1977  CSKA
- 1978  CSKA
- 1979  Levski-Spartak
- 1980  CSKA
- 1981  CSKA
- 1982  Levski-Spartak
- 1983  Levski-Spartak
- 1984  CSKA
- 1985  CSKA
- 1986  Balkan Botewgrad
- 1987  Balkan Botewgrad
- 1988  Balkan Botewgrad
- 1989  CSKA
- 1990  CSKA
- 1991  CSKA
- 1992  CSKA
- 1993  Levski Totel
- 1994  CSKA
- 1995  Kompact Dimitrovgrad
- 1996  Plama Plewen
- 1997  Slavia Sofia
- 1998  Cherno More Sodi
- 1999  Cherno More
- 2000  Cherno More
- 2001  Levski
- 2002  Lukoil Academic
- 2003  Lukoil Academic
- 2004  Lukoil Academic
- 2005  CSKA
- 2006  Lukoil Academic
- 2007  Lukoil Academic
- 2008  Lukoil Academic
- 2009  Levski
- 2010  Levski
- 2011  Lukoil Academic
- 2012  Lukoil Academic
- 2013  Lukoil Academic
- 2014  Levski
- 2015  Cherno More Port Varna
- 2016  Rilski Sportist
- 2017  Beroe
- 2018  Rilski Sportist
- 2019  Levski

## Final Four
| Rok                             | Miejsce                             | Finał           | Finał      | Finał           | 3. miejsce                            | 3. miejsce                            | 3. miejsce                            |
| Rok                             | Miejsce                             | Złoty medal     | Wynik      | Srebrny medal   | 3. miejsce                            | Wynik                                 | 4. miejsce                            |
| Final Four                      | Final Four                          | Final Four      | Final Four | Final Four      | Final Four                            | Final Four                            | Final Four                            |
| ------------------------------- | ----------------------------------- | --------------- | ---------- | --------------- | ------------------------------------- | ------------------------------------- | ------------------------------------- |
| 1999                            | Balkan Hall, Botewgrad              | Cherno More     |            | Fikosota Shumen | Levski                                | 91 – 64                               | Jambołgas                             |
| 2000                            | Stroitel Hall, Płowdiw              | Cherno More     | 84 – 74    | Levski          | Jambołgas                             | 68 – 57                               | Spartak Plewen                        |
| 2001                            | Balkanstroy Hall, Plewen            | Levski          | 92 – 70    | Cherno More     | Jambołgas                             | 90 – 72                               | CSKA                                  |
| 2002                            | PCS "Vasil Levski", Wielkie Tyrnowo | Lukoil Academic | 97 – 84    | Levski          | Jambołgas                             | 84 – 80                               | CSKA                                  |
| 2003                            | Sports Hall "Dan Kolov", Sewliewo   | Lukoil Academic | 98 – 73    | Cherno More     | Levski                                | 98 – 86                               | BC Jamboł                             |
| 2004                            | Vasil Levski Hall, Pazardżik        | Lukoil Academic | 89 – 74    | CSKA            | Levski                                | 72 – 64                               | Spartak Sofia                         |
| 2005                            | Municipal Hall, Stara Zagora        | CSKA            | 86 – 80    | Lukoil Academic | Cherno More                           | 107 – 75                              | Spartak Plewen                        |
| 2006                            | Dunav Hall, Ruse                    | Lukoil Academic | 86 – 81    | Cherno More     | Spartak Plewen                        | 61 – 57                               | BC Jamboł                             |
| 2007                            | Boris Gyuderov Hall, Pernik         | Lukoil Academic | 85 – 75    | Levski          | CSKA                                  | 91 – 88                               | Spartak Plewen                        |
| 2008                            | Arena Samokov, Samokow              | Lukoil Academic | 102 – 83   | Cherno More     | Levski                                | 78 – 77                               | CSKA                                  |
| Final Eight                     |                                     |                 |            |                 |                                       |                                       |                                       |
| 2009                            | Balkanstroy Hall, Plewen            | Levski          | 89 – 81    | Lukoil Academic | Spartak Plewen                        | 85 – 73                               | Rilski Sportist                       |
| 2010                            | Diana Hall, Jamboł                  | Levski          | 81 – 78    | Rilski Sportist | Cherno More                           | 90 – 88                               | Balkan Botewgrad                      |
| 2011                            | Universiada Hall, Sofia             | Lukoil Academic | 81 – 80    | Levski          | Rilski Sportist                       | 83 – 75                               | BC Jamboł                             |
| 2012                            | Arena Samokov, Samokow              | Lukoil Academic | 83 – 81    | Levski          | Cherno More                           | 74 – 70                               | BC Jamboł                             |
| 2013                            | Congress Hall (PCS), Warna          | Lukoil Academic | 84 – 73    | Levski          | Rilski Sportist                       | 81 – 72                               | BC Jamboł                             |
| 2014                            | Universiada Hall, Sofia             | Levski          | 100 – 97   | Cherno More     | Rilski Sportist                       | 81 – 72                               | Balkan Botewgrad                      |
| 2015                            | Balkanstroy Hall, Plewen            | Cherno More     | 96 – 90    | Lukoil Academic | Rilski Sportist                       | 74 – 69                               | BC Jamboł                             |
| 2016                            | Arena Botewgrad, Botewgrad          | Rilski Sportist | 90 – 80    | Lukoil Academic | Beroe                                 | 71 – 59                               | Balkan Botewgrad                      |
| 2017                            | Kołodrum, Płowdiw                   | Beroe           | 78 - 62    | Lukoil Academic | Balkan Botewgrad                      | 83 - 62                               | Academic Bultex 99                    |
| Finał po wcześniejszym dwumeczu |                                     |                 |            |                 |                                       |                                       |                                       |
| 2018                            | PCS "Vasil Levski", Wielkie Tyrnowo | Rilski Sportist | 89 - 80    | Levski Lukoil   | Academic Bultex 99 i Balkan Botewgrad | Academic Bultex 99 i Balkan Botewgrad | Academic Bultex 99 i Balkan Botewgrad |
| 2019                            | Arena Asarel, Panagjuriszte         | Levski Lukoil   | 70 - 61    | Beroe           | Academic Bultex 99 i PBC Academic     | Academic Bultex 99 i PBC Academic     | Academic Bultex 99 i PBC Academic     |

Na podstawie.

## Tytuły według zespołu
| Zespół               | Zwycięstwa | Zwycięskie lata                                                                                            |
| -------------------- | ---------- | --- |
| CSKA                 | 18         | 1953, 1955, 1962, 1963, 1973, 1974, 1977, 1978, 1980, 1981, 1984, 1985, 1989, 1990, 1991, 1992, 1994, 2005 |
| Levski               | 13         | 1969, 1971, 1972, 1976, 1979, 1982, 1983, 1993, 2001, 2009, 2010, 2014, 2019                               |
| Lukoil Academic      | 11         | 1952, 1954, 2002, 2003, 2004, 2006, 2007, 2008, 2011, 2012, 2013                                           |
| Balkan Botewgrad     | 4          | 1970, 1986, 1987, 1988                                                                                     |
| Cherno More          | 4          | 1998, 1999, 2000, 2015                                                                                     |
| Spartak Sofia        | 3          | 1951, 1967, 1968                                                                                           |
| Lokomotiv Sofia      | 2          | 1956, 1966                                                                                                 |
| Slavia Sofia         | 2          | 1959, 1997                                                                                                 |
| Chernomorets         | 2          | 1965, 1975                                                                                                 |
| Rilski Sportist      | 2          | 2016, 2018                                                                                                 |
| NSA                  | 1          | 1964 |
| Kompact Dimitrovgrad | 1          | 1995 |
| Spartak Plewen       | 1          | 1996 |
| Beroe                | 1          | 2017 |